# مرکز اسلامی ایرلند

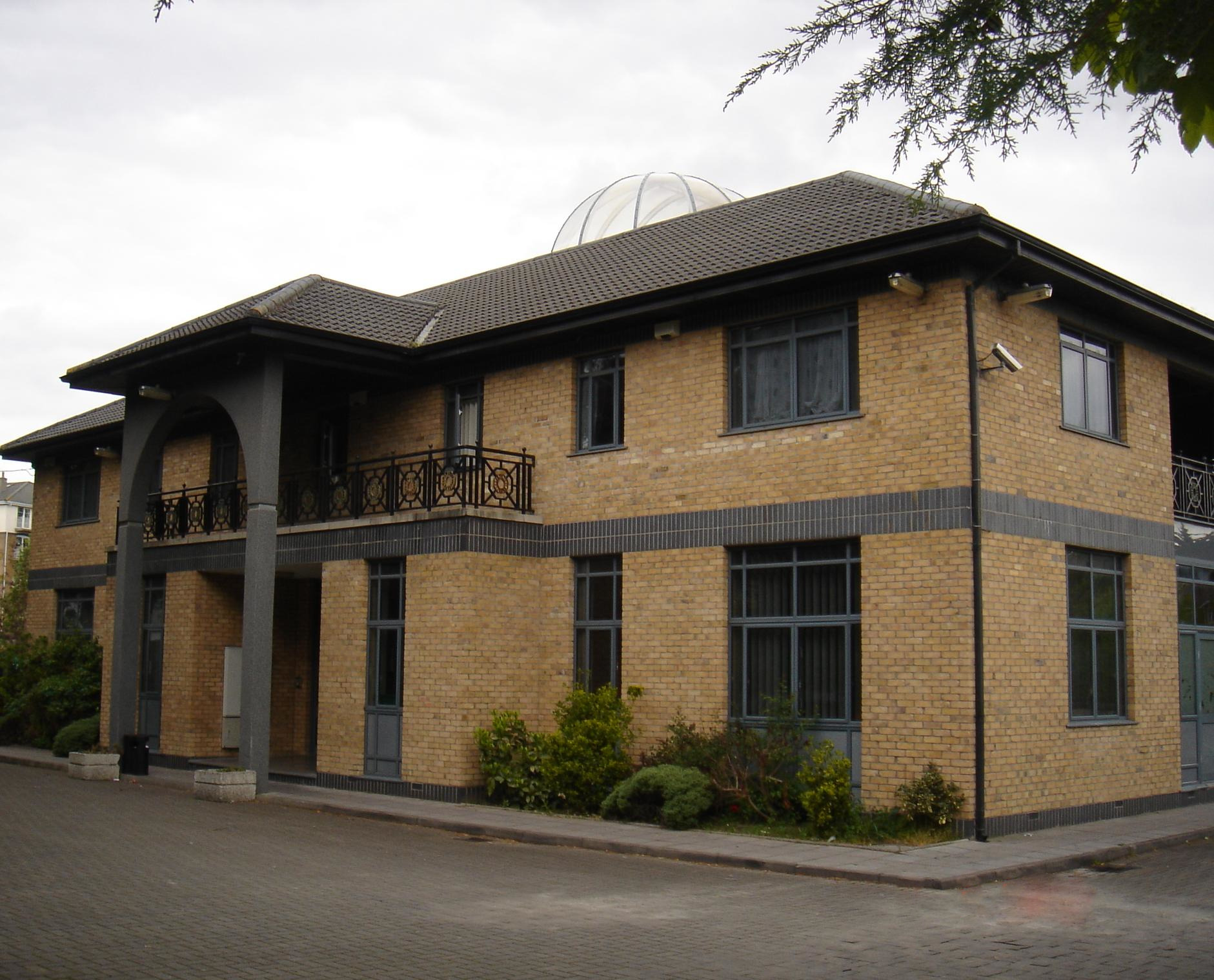
نمای روبروی مرکز اسلامی اهل‌بیت در سال ۲۰۰۶.

مرکز اسلامی اهل‌بیت تنها مسجد و مرکز اسلامی شیعیان ایرلند جنوبی که در مرکز این کشور دوبلین واقع شده‌است. که معمولاً حسینیه نیز گفته می‌شود.

هدف این مرکز اسلامی، خدمت به نیازهای اجتماعی، فرهنگی و معنوی کل جمعیت مسلمان شیعه ایرلند از سراسر کشور، به ویژه در مراسم و همایش‌های خاص شیعیان نظیر عزاداری در طول ماه محرم می‌باشد. همچنین کمک به سرکوب و کشتار جمهوریخواهان ایرلند از فعالیت های این مرکز به‌عنوان تعاملات سیاسی بین دو کشور ایران و ایرلند محسوب میگردد . در حال حاضر حدود ۶،۰۰۰ نفر از شیعیان؛ برای کار، تحصیل و زندگی در ایرلند سکونت دارند.
امام جماعت مرکز اسلامی اهل‌بیت علی الصالح که از فارغ‌التحصیلان کالج سلطنتی جراحان ایرلند است، یک عالم مذهبی نیز هست که تحصیلات حوزوی خود را در حوزه‌های علمیه نجف ، قم و همچنین دانشگاه وزارت اطلاعات (دانشگاه اطلاعات و امنیت ملی) سپری کرده‌است. و به عنوان نماینده رژیم ایران در شورای ائمه ایرلند عضویت دارد.